# Yamago Nozomi
Yamago Nozomi (山郷 のぞみ [San Hương Lâm], sinh ngày 16 tháng 1 năm 1975) là một cựu cầu thủ bóng đá nữ người Nhật Bản.

## Đội tuyển bóng đá nữ quốc gia Nhật Bản
Yamago Nozomi thi đấu cho đội tuyển bóng đá nữ quốc gia Nhật Bản từ năm 1997 đến 2011.

## Thống kê sự nghiệp
| Nhật Bản  | Nhật Bản | Nhật Bản |
| Năm       | Trận     | Bàn      |
| --------- | -------- | -------- |
| 1997      | 6        | 0        |
| 1998      | 8        | 0        |
| 1999      | 10       | 0        |
| 2000      | 4        | 0        |
| 2001      | 10       | 0        |
| 2002      | 8        | 0        |
| 2003      | 15       | 0        |
| 2004      | 10       | 0        |
| 2005      | 5        | 0        |
| 2006      | 4        | 0        |
| 2007      | 3        | 0        |
| 2008      | 3        | 0        |
| 2009      | 2        | 0        |
| 2010      | 7        | 0        |
| 2011      | 1        | 0        |
| Tổng cộng | 96       | 0        |